# آنیتا واگ
آنیتا واگ (انگلیسی: Anita Waage؛ زادهٔ ۳۰ ژوئیهٔ ۱۹۷۱) بازیکن فوتبال اهل نروژ است.